# Vasili Belov

Vasili Belov

Vasili Ivanovitsj Belov of Bjelov (Russisch: Василий Иванович Белов) (Timonicha kraj Severny, nu Oblast Vologda), 23 oktober 1932 – Vologda, 4 december 2012) was een Russisch schrijver.

## Leven en werk
Belov groeide op in een klein dorpje in het Russische Noorden, te midden van vier zussen, terwijl zijn vader vocht in de Tweede Wereldoorlog. Begin jaren vijftig werd hij opgeleid tot timmerman in de plaatselijke kolchoz. Nadat hij van 1952 tot 1955 zijn militaire dienst vervulde, ging hij aansluitend studeren aan het Makim Gorki-literatuurinstituut in Moskou en werd schrijver. In 1964 keerde hij samen met zijn vrouw en dochter terug naar zijn ‘stille land’ en vestigde zich in Volgda. 
Belov staat vooral bekend als dorpsschrijver, hoofdzakelijk van korte verhalen. Een aantal van die verhalen verscheen in 1986 in een Nederlandse vertaling van Tom Eekman onder de titel Levens: evenals Toergenjevs Jagersverhalen vormen de in deze bundel opgenomen 'timmermansverhalen' van Belov een soort van kaleidoscoop van het dagelijks leven in een kleine gemeenschap. Belov koestert lokale tradities en ziet in de boerenbevolking de bewaarplaats voor enkele nationale trekken: koppigheid, zelfvertrouwen en individualisme. De levens van de personages strijken langs elkaar heen. Soms gaan ze een stukje samen op, soms botsen ze. Enige idealisering van het plattelandsleven kan Belov niet worden ontzegd. Zijn werk ademt vaak sterk de geur van ‘Blut und Boden’. 
Het werk van Belov werd meermaals bekroond, onder andere met de Staatsprijs van de Sovjet-Unie (1981) en de Leninorde (1984), en verscheen in Rusland in miljoenenoplagen.
Belov speelde sinds de jaren tachtig een vooraanstaande rol in de leiding van de Bond van Sovjetschrijvers. Van 1989 tot 1992 was hij afgevaardigde van de Opperste Sovjet. Sinds 1997 was hij ereburger van Volgda.

## Werken
- Mijn klein bosdorpje (1961, Деревенька моя лесная, Gedichten)
- Roddels (1962, Verhalen)
- In het geboortedorp (1962, Prozagedicht)
- Een hete zomer (1963, Знойное лето, Verhalen)
- Rivierbochten (1964, Речные излуки)
- Drie weglengtes van hier (1965, Novelle)
- Zijn we zo gewend (1966, Привычное дело)
- Bij de beverheuvel (1967, Novelle)
- Heuvels (1968)
- Timmermansverhalen (1968, Плотницкие рассказы) Nederlands: Levens
- Vologda’s uilenspiegeleieren (1969, Бухтины вологодские)
- Mijn Leven (1974)
- Opvoeding volgens Dr. Spock (1974, Воспитание по доктору Споку, Verhalen)
- Kaf of koren (1976)
- Tot morgenvroeg (1977)
- Vooravond (1978–1995, Кануни, Romantrilogie)
- Dagboek van een Narkoloog (1980)
- De orde der dingen (1981, Лад. Очерки о народной эстетике, Essays)